# 정성국 (1971년)
정성국(鄭聖國，1971년 4월 3일~)은 대한민국의 교육인 출신 정치인이다. 제22대 국회의원이다.
부산교육대학교을 졸업하고 초등교원을 지냈다. 제38대 한국교원단체총연합회 회장직을 지냈다.
2024년 1월 8일, 인재영입 형태로 국민의힘에 입당했다. 제22대 국회의원 선거를 앞두고 부산진구 갑 선거구에 단수공천되었다. 본 선거에서 52.78%의 득표율을 기록하면서 제22대 국회의원에 당선되었다.

## 학력
- 부산중앙고등학교 졸업
- 부산교육대학교 영어교육과 학사
- 부산교육대학교 교육대학원 교육학 석사

## 경력
- 2004. 9.~2006. 8. 신라대학교 사회교육원 사회교육부 자격증 과정 전임교수
- 2005. 12.~2006. 10. 한국교원단체총연합회 교원승진제도개선특별위원회 위원
- 2006. 7. 초등 영어교육 연구학교 지역협의회의 전문위원
- 2006. 8. 한국교원단체총연합회 교육인적자원부 교섭 협의 위원
- 2006. 8.~2006. 11. 한국스카우트연맹 대장중급병합과정 용도강사
- 2007. 4. 제7차 교육과정지원장학협의단 부산광역시 요원
- 2007. 9.~2007. 12. 한국교원단체총연합회 현장교육지원특별위원회 위원
- 2008. 2.~2010. 1. 한국초등영어교육학회 연구이사
- 2009. 7.~2009. 8. 부산광역시교육연수원 초등학교 1급 정교사 자격연수 1기 강사
- 2010. 6.~2010. 7. 한국교원단체총연합회 제34대 회장단 취임준비 및 공약점검위원회 위원
- 2011. 4.~2011. 12. 한국교원단체총연합회 전문위원
- 2012. 4. 한국교원단체총연합회 교육과학기술부 교섭 협의 위원
- 2012. 12.~2012. 12. 제28회 아세안교원협의회 ACT 총회 한국 대표단
- 2013. 2.~2014. 1. 한국교원단체총연합회 대외협력위원회 위원
- 2014. 2.~2015. 1. 한국교원단체총연합회 초등교육위원회 위원
- 2016. 3.~2017. 2. 한국교원단체총연합회 초등교육위원회 위원
- 2016. 2.~2018. 1. 한국교원단체총연합회 새교육개혁위원회 위원
- 2019. 5. 제37대 한국교원단체총연합회 회장선거 회장후보
- 2019. 3.~2024. 1. 해강초등학교 교사
- 2022. 6.~2024. 1. 제38대 한국교원단체총연합회 회장
- 2022. 11.~2024. 1. 대통령소속 국가교육위원회 위원
- 2023. 1.~2024. 1. 공익법인 한국교육정책연구소 이사장
- 2024. 4. 10. 대한민국 제22대 국회의원 선거 당선(부산 부산진구 갑, 국민의힘, 초선)
- 2024. 5.~ 국민의힘 부산광역시당 부산진구 갑 당원협의회 위원장
- 2024. 5.~2024. 8. 국민의힘 원내부대표
- 2024. 6.~2024. 7. 국민의힘 정책위원회 산하 시급한 민생 현안 해결을 위한 교육개혁특별위원회 간사
- 2024. 8.~2024. 12. 국민의힘 조직부총장
- 2024. 8.~2024.09.: 국민의힘 2024년 하반기 재보궐선거 후보 선정을 위한 중앙당 공천관리위원회 위원
- 2024. 8.~2024. 12. 국민의힘 수도권비전특별위원회 정당소위원장
- 2024. 9.~2024. 10.: 국민의힘 부산광역시당 2024년 하반기 재보궐선거 금정구청장 보궐선거 선거대책위원회 조직·강화본부장
- 2024. 11.~2024. 12.: 국민의힘 중앙대학생위원장 선출을 위한 선거관리위원회 위원
- 2025. 4. ~2025. 5.: 국민의힘 한동훈 제21대 대통령 선거 경선후보 국민먼저 캠프 조직위원장
- 2025. 5.~2025. 6.: 제21대 대통령 선거 국민의힘 김문수 대통령 후보 부산 선거대책위원회 유세지원총괄본부장

### 의정활동
- 2024. 5.~ 제22대 국회의원(부산 부산진구 갑, 국민의힘, 초선)
  - 2024. 6.~ 제22대 국회 전반기 교육위원회 위원
    - 제22대 국회 전반기 교육위원회 법안심사소위원회 위원
    - 제22대 국회 전반기 교육위원회 의학교육소위원회 위원

  - 2024. 6.~2024. 12. 제22대 국회 전반기 국회운영위원회 위원
    - 제22대 국회 전반기 국회운영위원회 예산결산심사소위원회 위원

  - 대한민국 미래혁신포럼 구성의원
  - 국가비전2050포럼 정회원

## 역대 선거 결과
| 실시년도 | 선거   | 대수 | 직책     | 선거구           | 정당     | 득표수   | 득표율          | 순위 | 당락 | 비고 |
| -------- | ------ | ---- | -------- | ---------------- | -------- | -------- | --------------- | ---- | ---- | ---- |
| 2024년   | 총선   | 22대 | 국회의원 | 부산 부산진구 갑 | 국민의힘 | 56,153표 | \| \| 52.78% \| | 1위  |      | 초선 |
|          | 52.78% |      |          |                  |          |          |                 |      |      |      |

## 소속 정당
| 소속 정당 | 소속 정당 | 소속 기간 | 비고      |
| --------- | --------- | --------- | --------- |
|           | 국민의힘  | 2024~현재 | 정계 입문 |

## 같이 보기
- 부산진구 갑
- 부산진구의 국회의원